# Stojan Michajlovski (distrikt i Bulgarien)
Stojan Michajlovski (bulgariska: Стоян Михайловски) är ett distrikt i Bulgarien.   Det ligger i kommunen Obsjtina Novi Pazar och regionen Sjumen, i den nordöstra delen av landet, 300 km öster om huvudstaden Sofia.
Trakten runt Stojan Michajlovski består till största delen av jordbruksmark. Runt Stojan Michajlovski är det ganska tätbefolkat, med 60 invånare per kvadratkilometer.